# Polymoog
Il Polymoog è un sintetizzatore polifonico analogico prodotto dal 1975 al 1985 dalla Moog Music.
È stato prodotto in due versioni differenti: la prima, denominata Polymoog Synthesizer (messa in commercio nel 1975), si differenzia dalla seconda (denominata Polymoog Keyboard, messa in commercio nel 1978) per la minore quantità di suoni predefiniti in memoria.

## Struttura
Il Polymoog possiede tre sorgenti di suono: due oscillatori controllati in tensione e uno a bassa frequenza. Il sintetizzatore può essere suonato mediante una tastiera a 71 tasti divisa in tre sezioni aventi ognuna un controllo volume, possiede un equalizzatore a tre bande ed un modulatore comandabile con il LFO attraverso il meccanismo del sample and hold. Il Polymoog possiede anche in memoria otto suoni (quattordici nella versione Keyboard) predefiniti denominati:
- Strings
- Piano
- Harpsichord
- Funk
- Vibes
- Brass
- Clav

## Uso
Il Polymoog è stato utilizzato da diversi musicisti nell'ambito soprattutto della musica rock, pop, ed elettronica. Fra essi si possono citare:
- Tony Banks
- Lucio Battisti
- Geoff Downes
- John Foxx
- Kraftwerk
- Gary Numan
- Roberto Colombo
- Alessandro Centofanti
- Roby Facchinetti
- Richard Wright
- Keith Emerson
- Nick Rhodes
- Mauro Sabbione
- Maurizio Arcieri